# Barbara Höpping
Barbara Höpping (* 21. Januar 1946 in Dortmund) ist eine deutsche Journalistin.
Nach ihrem Abitur 1966 am Schiller-Gymnasium Dortmund studierte Barbara Höpping an der Universität Köln Theaterwissenschaft, Kunstgeschichte, Germanistik und Philosophie. Sie wechselte nach der Zwischenprüfung zum Journalismus. Dabei betreute sie über vierzig Jahre das Kulturressort in der Lokalredaktion Lünen der Westdeutschen Allgemeinen Zeitung / Westfälischen Rundschau. Zusätzlich verfasst Höpping Kataloge, städtische Image-Veröffentlichungen sowie Buchprojekte.
In den Jahren 2009–2013 war Barbara Höpping Vorsitzende des Förderverein Theater Lünen e.V. Auf ihre Initiative hin organisierte der Förderverein im Kulturhauptstadtjahr des Ruhrgebiets 2010 sowie in den Jahren 2011 und 2013 im Foyer des Heinz-Hilpert-Theaters Lünen der „Lüner Maskenball“ im venezianischen Stil. Die drei Veranstaltungen fanden ein landesweites Echo in Presse, Funk und Fernsehen. Seit 2020 ist Höpping Vorsitzende des Filmclub Lünen. Mitgliedschaften hat sie außerdem bei der Schillergesellschaft Marbach (seit 1997), in der Heinrich-Bußmann-Jury Lünen (seit 1997) und im Büchereiförderverein Lünen (seit 2016).

## Veröffentlichungen (in Auswahl)
- Barbara Höpping: En Passant: Das Grafische Kabinett. In: Wolfgang Balzer, Peter Freudenthal, Dirk Husemann u. a.: HochHinHaus. Aufbruch und Architektur. 50 Jahre Rathaus Lünen. Förderverein für Kunst und Kultur Lünen e.V., Lünen 2010, ISBN 978-3-00-032095-8, S. 160–163.

- Barbara Höpping u. a.: Menschen in Selm, Bork und Cappenberg. 242 Selmer Persönlichkeiten. Hrsg. von der Bürgerstiftung Stadt Selm. Selm: Lonnemann 2015, ISBN 978-3-00-050029-9; dort Autorin folgender Porträts: Chris Andrews; Stefanie Angelkorte; Horst Appuhn; Theo Bleckmann; Günter Boas; Lore Boas; Tobias Bredohl; Mirijam Contzen; Heinz Cymontkowski; Johann Michael Fritz; Rolf Fritz; Alfred Gockel; Franz Hillenkamp; Petra Kersting; Rosemarie Kindler-Hagenbrock; Klaus Mischke; Markus Mußinghoff; Martin Neugebauer; Thomas Ohm; Gerta Overbeck-Schenk; Liv Passburg; Udo Petrick; Gilbert Pink; Marko Pogacnik; Anna Schüler; Hans Schwarze; Holger Schwitalla; Michael Steinbrecher; Christa Strauß; Wolfgang Surrey; Christoph Tiemann; Werner Warsinsky; Bernhard Well.

- Barbara Höpping (Konzeption, Redaktion, Text): Der Bauverein zu Lünen. Das Lesebuch einer Genossenschaft. Chronik 1996–2016. Band II, Bauverein zu Lünen, Lünen 2016. (200 Seiten)

- Barbara Höpping: Das Lüner Hansetuch. Kunst-Katalog (Stadtkunst 3, hg. vom Förderverein für Kunst und Kultur Lünen e.V.). Förderverein für Kunst und Kultur Lünen e.V., Lünen 2017. (96 Seiten; 1. Auflage. 1991, OCLC 75263509)

- Förderverein Theater Lünen e.V. (Hrsg.): Eine Bühne mit Eigensinn. 60 Jahre Theater Lünen. Bearbeitet von Barbara Höpping, Hans-Jürgen Korn, Peter Freudenthal, Wolfgang Olschewski, Jutta Wieloch, Dirk Husemann. (= Schriftenreihe des Stadtarchivs Lünen. 20). Stadtarchiv Lünen 2018, Lünen ISBN 978-3-00-060068-5. dort die Beiträge: Eröffnung und Namensgeber – der Pate kam aus der Regie (S. 45–51); Roberto Ciulli: „Hilpert liebte die Pünktlichkeit“ (S. 52–55); Skulpturen und Gemälde – Kunststücke vor der Aufführung (S. 95–105); Kryptobar – Als im Keller die Korken knallten (S. 121–127); Spielpläne 1958–1969 – Die Euphorie der ersten Jahre (S. 135–155); Spielpläne 1970–1999 – Zwischen Kunst und Kommerz (S. 159–173); Spielpläne 2000–2018 – Aufwind vor dem Abgrund (S. 175–190); Europäische Wochen – Globales Klima in der Theaterstadt (S. 193–197); Musik im Hilpert – Sinfoniker, ein Hit aus Lünen (S. 199–207); Freie Ensembles – Zeitweise im Hilpert zu Hause (S. 208–225); Die Studiobühne – Klassiker im Kleinformat (S. 226–233); Auftritte anderer Art – Eine Bühne für alle (S. 239–260); Dauergäste im Publikum – Die Sitze, die die Welt bedeuten (S. 261–267); Hinter den Kulissen – Die Bühne ist eine Baustelle (S. 268–279).
- Heimatverein Bork (Hrsg.): Das war damals so ...! Sieben Menschen aus Bork erinnern sich. [Irmgard Röttger, Agnes Schomaker, Maria Henrika Wortmann, Heinrich Bauhaus, Rolf Heidinger, Wilhelm Kortenbusch, Heinrich Otto]. Textredaktion von Barbara Höpping. Bildauswahl: Barbara Höpping / Fredy Niklowitz. Schmidt, Lünen 2019. (96 Seiten)
- Heimatverein Bork (Hrsg.): Das BorkBuch – Ein Ort schreibt Geschichte. Schmidt, Lünen 2022 (496 Seiten); dort die Beiträge: "Bork, Beuys und die Wächter"; „Wo die Borker lesen und schreiben lernten“.

| Personendaten    | Personendaten         |
| ---------------- | --------------------- |
| NAME             | Höpping, Barbara      |
| KURZBESCHREIBUNG | deutsche Journalistin |
| GEBURTSDATUM     | 21. Januar 1946       |
| GEBURTSORT       | Dortmund              |